# Gabriel Fernando Atz
Gabriel Fernando Atz, genannt Gabriel (* 4. August 1981 in Portão, Rio Grande do Sul) ist ein Fußballtrainer und ehemaliger brasilianischer Fußballspieler, der u. a. in Russland, Spanien, Bulgarien und Portugal spielte.

## Karriere

### Als Spieler
2008 wurde Gabriel mit Rubin Kasan russischer Meister. 2009 wurde Gabriel an den spanischen Zweitligisten Gimnàstic de Tarragona ausgeliehen und spielte dort bis zum Ende der spanischen Saison. Nach dem Ende der Saison entschied sich Gimnàstic, trotz einer Kaufoption, Gabriel nicht zu verpflichten.
In Bulgarien bei FC Tschernomorez Burgas kam er im Januar 2010 an und blieb bis August 2011, als der Klub wegen finanzieller Probleme den Vertrag auslöste. Danach kehrte er in seine Heimat zurück, wo er durch unterklassige Klubs tingelte.
Zur Saison 2017/18 ging er zum CD Estarreja nach Portugal, wo er am Saisonende seine aktive Laufbahn beendete.

### Als Trainer
Noch während seiner letzten Spielerstation in Brasilien beim CE Lajeadense, wurde Gabriel 2016 Co-Trainer der U–20 Mannschaft. 2017 wurde er Spielerbeobachter beim EC Cruzeiro. Nachdem er in dem Jahr noch nach Portugal gegangen war, um für Estarreja anzutreten, arbeitete er im Anschluss von 2018 bis 2019 als Co-Trainer für den Klub. 2020 ging er als Co-Trainer der U–19 zum portugiesischen SC Beira-Mar und noch im selben Jahr zum SC São João de Ver als Co-Trainer.

## Erfolge
Grêmio
- Copa do Brasil: 2001